# Hüseyin Saygun
Hüseyin Saygun (* 16. Oktober 1918 in Istanbul; † 30. März 1993 ebenda) war ein türkischer Fußballspieler und -trainer.
Durch seine langjährige Tätigkeit für Beşiktaş Istanbul wird er sehr stark mit diesen
m Verein assoziiert. Von Fan- und Vereinsseiten wird er als einer der bedeutendsten Spieler der Klubgeschichte aufgefasst.
Er spielte während seiner Beşiktaş-Zeit mit für den Verein legendären Spielern wie Hakkı Yeten, Şeref Görkey, Hüsnü Savman, Eşref Bilgiç, İbrahim Tusder, Şükrü Gülesin und Şevket Yorulmaz zusammen. Er war ein wichtiger Teil der Mannschaft, die von 1938 bis 1952 elf Mal die Istanbuler Meisterschaft, den damals wichtigsten Titel im türkischen Fußball, davon fünf in Folge, gewann. Gegen Ende seiner Karriere war er bei Beşiktaş Kapitän. Zu seiner Zeit als Fußballer war er unter dem Namen Çengel bzw. Çengel Hüseyin (dt.: Der Haken bzw. Haken Hüseyin) bekannt, weil er als Manndecker den heranstürmenden Gegenspieler wie ein Haken stoppte bzw. ihm den Ball abnahm.

## Spielerkarriere

### Beşiktaş Istanbul
Saygun kam im Istanbuler Bezirk Beyazıt auf die Welt und begann hier mit dem Vereinsfußball in der Jugend des Amateurvereins Kadırga SK. Anschließend wechselte er zum Amateurklub Kurtuluş Istanbul und spielte hier auf Männerebene.
Im Sommer 1935 wechselte er zum Traditionsklub Beşiktaş Istanbul. Zum Zeitpunkt seines Wechsels zu diesem Klub existierte in der Türkei keine landesübergreifende Profiliga. Stattdessen existierten in den Ballungszentren wie Istanbul, Ankara und Izmir regionale Ligen, von denen die İstanbul Futbol Ligi (dt.: Istanbuler Fußballliga) als die renommierteste galt. Saygun gab sein Debüt für Beşiktaş während der Partie in der Istanbuler Fußballliga vom 31. Mai 1936 gegen İstanbulspor. In dieser Partie spielte Saygun über die gesamte Spiellänge und absolvierte in dieser Saison eine weitere Ligapartie. In den nächsten zwei Spielzeiten absolvierte er in dieser Liga je Spielzeit drei Einsätze. In der Saison 1938/39 konnte er mit seiner Mannschaft die Meisterschaft der Istanbuler Fußballliga gewinnen, wodurch Saygun seinen ersten Titel auf Vereinsebene holen konnte. In der gleichen Saison nahm er mit seiner Mannschaft auch an der Millî Küme teil, einer Art Meisterschaft, an der die Mannschaften der drei Großstädte Istanbul, Ankara und Izmir teilnahmen. In dieser Liga, die im Anschluss an die Istanbuler Fußballliga im Frühjahr bis Sommer gespielt wurde, eroberte sich Saygun einen Stammplatz und absolvierte nahezu alle Spiele seiner Mannschaft. Mit diesem Turnier schaffe Saygun endgültig seinen Durchbruch bei Beşiktaş und zählte bis zu seinem Karriereende zu den wichtigsten Spielern seiner Mannschaft. In den nachfolgenden vier Jahren gelang Saygun mit seiner Mannschaft vier Mal die Titelverteidigung in der Istanbuler Meisterschaft. Zudem wurde in der Saison 1940/41 die Millî Küme gewonnen. Saygun spielte während dieser vier Spielzeiten auf diversen Spielpositionen. In der Saison 1941/42 spielte er gar im Sturm und bildete mit Şükrü Gülesin, Şeref Görkey und Hakkı Yeten den erfolgreichsten Sturm der Liga. Er selbst war zudem mit 14 Ligatoren dritt-erfolgreichster Torschütze seiner Mannschaft.
In der Saison 1944/45 verfehlte Saygun mit Beşiktaş die Titelverteidigung in der Istanbuler Meisterschaft, konnte aber in dieser Saison den Maarif Mükafatı, den İstanbul-Pokal und Premierminister-Pokal gewinnen. Die nächsten zwei Spielzeiten wurde Saygun mit seiner Mannschaft erneut Istanbuler Meister und holte in der Saison 1945/46 zum zweiten Mal den İstanbul-Pokal.

### Vefa Istanbul
Im Sommer 1946 wechselte Saygun überraschend innerhalb der Liga zu Vefa Istanbul – jenem Verein, der vom renommierten Vefa-Gymnasiums gegründet wurde. Bei diesem Verein hatte sich der ehemalige Bildungsminister und Schriftsteller Hasan Âli Yücel, selbst Absolvent des Vefa-Gymnasiums, zum Vereinspräsidenten wählen lassen und versuchte als Mäzen den Verein zu seiner ersten Meisterschaft zu verhelfen. So sorgte er für den Zukauf einiger Stars, u. a. für den Wechsel von Saygun. Bei seinem neuen Verein etablierte sich Saygun auf Anhieb zum Leistungsträger und absolvierte in seiner ersten Saison für Vefa alle Pflichtspiele seines Teams. In der Meisterschaft spielte Vefa lange Zeit mit Fenerbahçe Istanbul um die Tabellenführung und beendete die Spielzeit 1946/47 schließlich punktgleich zu Fenerbahçe und aufgrund des schlechteren Torverhältnisses auf dem zweiten Tabellenplatz. In seiner zweiten Saison für Vefa verlor Saygun schnell mit seiner Mannschaft den Anschluss an die Tabellenspitze und beendete die Saison auf dem vierten Tabellenplatz.

### Zweite Beşiktaş-Zeit
Im Sommer 1948 kehrte Saygun nach zwei Jahren zu Beşiktaş zurück. Hier eroberte er sich auf Anhieb einen Stammplatz. Die erste Saison nach seiner Rückkehr spielte Saygun mit seiner Mannschaft mit dem Erzrivalen Galatasaray Istanbul um die Istanbuler Meisterschaft mit und wurde zum Saisonende hinter diesem Vizemeister. In den Spielzeiten 1949/50 und 1950/51 gelang aber der Titelgewinn.
Zum Frühjahr 1952 wurde die İstanbul Futbol Ligi in die İstanbul Profesyonel Ligi (dt.: Istanbuler Profiliga) überführt und alle namhaften Vereine nahmen fortan an dieser Liga teil. Saygun fortan mit seinem Klub an dieser Liga teil und wurde auch erster Meister dieser Liga. Dabei absolvierte er zwölf der möglichen 14 Ligaspielen seiner Mannschaft.
In der zweiten Saison der neugeschaffenen Istanbuler Profiliga zog sich Saygun in einem Derby gegen den Erzrivalen Fenerbahçe eine schwere Knieverletzung zu und konnte infolgedessen die meisten Spiele seiner Mannschaft nicht absolvieren. Nachdem sein Klub die Saison als Vizemeister beendet hatte, beendete Saygun seine Profikarriere.

### Nationalmannschaft
Saygun wurde das Erste Mal im April 1948 in den Kader der Türkischen Nationalmannschaft nominiert. Hier gab er im Rahmen eines Testspiels gegen die Griechische Nationalmannschaft sein Länderspieldebüt. Nach diesem Spiel gehörte die nachfolgenden vier Jahre zu den regelmäßig nominierten Spielern und nahm mit der Nationalmannschaft an der Olympischen Sommerspiele 1948 teil. Hier erreichte Saygun mit seinem Team das Viertelfinale und scheiterte in diesem mit einer 1:3-Niederlage an Jugoslawien. Saygun absolvierte während dieses Turniers alle zwei Spiele seines Teams und erzielte gegen China ein Tor.
Im Sommer 1949 nahm Saygun mit der Türkei am Mittelmeerpokal teil und belegt hinter der zweiten Auswahl der italienischen Nationalmannschaft den zweiten Platz.
Saygun absolvierte sein letztes Länderspiel am 14. November 1951 in der Partie gegen die Schwedische Nationalmannschaft. Insgesamt kam er in 13 Länderspiel zum Einsatz und erzielte dabei einen Treffer.

## Trainerkarriere
Saygun begann 1957 in der Jugend von Beşiktaş als Trainer zu arbeiten.
Ende Dezember 1958 übernahm vom italienischen Cheftrainer Leandro Remondini die 1. Mannschaft Beşiktaş' und betreute sie bis zum Saisonende.
Ab Frühjahr 1959 nahm Saygun mit der Mannschaft an der neugegründeten und landesweit ausgelegten Millî Lig (der heutigen Süper Lig) teil. Diese Liga löste die regionalen Ligen in den größeren Ballungszentren, wie z. B. die Istanbuler Profiliga, als höchste türkische Spielklasse ab. In der ersten Spielzeit der Millî Lig wurde die Meisterschaft in zwei Runden ausgetragen. In der ersten Runde fand das Ligasystem in zwei separaten Gruppen stand. In der zweiten Runde entschieden die beiden Gruppenersten in einem Finale mit Hin- und Rückspiel die Meisterschaft unter sich. Saygun nahm mit seiner Mannschaft in der Gruppe Rot am Wettbewerb teil und beendete die Gruppenphase hinter Fenerbahçe als Tabellenzweiter. So verpasste die Mannschaft die Möglichkeit erster Meister der Millî Lig zu werden. Nach der Gruppenphase wurde Saygun durch András Kuttik abgelöst.

## Erfolge

### Als Spieler
Mit Beşiktaş Istanbul
- Meister der İstanbul Futbol Ligi: 1938/39, 1939/40, 1940/41, 1941/42, 1942/43, 1943/44, 1944/45, 1945/46, 1949/50, 1950/51
- Meister der İstanbul Profesyonel Ligi: 1952
- Meister der Millî Küme: 1941
- Meister der Maarif Mükafatı: 1943/44
- İstanbul-Pokalsieger: 1943/44, 1945/46
- Premierminister-Pokalsieger: 1943/44

Mit der Türkischen Nationalmannschaft
- Teilnahme an den Olympischen Sommerspielen: 1948
- Zweiter im Mittelmeerpokal: 1949

## Trivia
- Er wurde 1965 in einem von der Tageszeitung Cumhuriyet organisierten Wettbewerb in die beste Elf der letzten 42 Jahre gewählt, d. h. seit der Gründung des türkischen Fußballverbandes.[5]